# Maliangia geometriformis
Maliangia geometriformis là một loài bướm đêm trong họ Noctuidae.